# Харгейса
Харге́йса (сомал. Hargeysa, араб. هرجيسا‎, англ. Hargeisa) — город в Сомали, крупнейший город и столица непризнанного государства Сомалиленд, второй по численности город Сомали после Могадишо.
Город был административным центром с 1941 по 1960 год. В 1960 году Британское Сомали было объединено с Сомалийской Республикой. До этого город служил второй столицей султаната Исаак во второй половине XIX века.
Харгейса возник как стоянка для набора воды и для торговли на пути между побережьем и внутренними районами. Позже он превратился в суфийское поселение под управлением шейха Мадара и его последователей. В 1941 году он сменил Бербера в роли столицы Британского Сомали. В 1960 году Британское Сомали получило независимость и было объединено с Подопечной территорией Сомали (ранее Итальянское Сомали).
Харгейса расположен в долине посреди гор Ого (также известных как высокогорье Галгодон) на высоте 1334 метра над уровнем моря.

## Происхождение названия
Город возник во второй половине XIX века как поселение тариката Кадирия, основанное шейхом Мадаром. Поселение было основано рядом с источником воды, который использовали кочевники-скотоводы по пути в Харэр. Отсюда возникает версия о происхождении названия "Харгейса" от "Харэр-ас-сагир", что на арабском означает "Маленький Харэр". По мнению историка Нормана Беннетта, шейх Мадар назвал поселение "Маленький Харэр", вдохновлённый идеей повторить Харэр в качестве центра распространения исламского учения. Другая версия происхождения названия города восходит к активному участию города в торговле шкурами животных. Харгейса была остановкой для пополнения запасов воды и торговли на пути между побережьем и внутренними районами региона. Ведущим товаром среди тех, которыми велась торговля, были необработанные шкуры, доставляемые в город из внутренних районов для обработки. В этой версии название "Харгейса" происходит от "харгагейс", что означает на сомалийском "место для продажи шкур".

## Физико-географическая характеристика

### Географическое положение
Харгейса расположена в гористой местности, в закрытой долине северо-западной части возвышенности Галгодон (Ого) на высоте 1334 метра над уровнем моря.
Ранее город был окружён лесами, но и сейчас в окрестностях города встречаются заросли можжевельника. Поблизости от Харгейсы расположены плодородные склоны гор Шейх и Даалло, на которых проливается большое количество осадков. К югу от города находится саванна Хауд (Балигубади), в которой обитает большое количество видов диких животных.
Харгейса располагается недалеко от города Габилей, сельскохозяйственного центра Сомалиленда. В районе Аллай-Бадай этого города в сезон дождей ежемесячно производятся тонны помидоров и лука. Также неподалёку находится город Арабсийо, известный благодаря выращиванием лимонов.

### Климат
Климат Харгейсы — семиаридный (BSh по классификации Кёппена). Для города свойственны тёплая зима и жаркое лето. Однако, несмотря на тропическое местоположение, из-за расположения на некоторой высоте относительно уровня моря в Харгейсе изредка случаются очень жаркие или очень холодные температуры, что является редкостью для мест с семиаридным климатом. Большинство из осадков, которые составляют около 400 миллиметров в год, город получает в период с апреля по сентябрь. Среднемесячная температура варьируется от 18 °C в декабре и январе до 24 °C в июне.
| Показатель                    | Янв. | Фев. | Март | Апр. | Май  | Июнь | Июль | Авг. | Сен. | Окт. | Нояб. | Дек. | Год  |
| ----------------------------- | ---- | ---- | ---- | ---- | ---- | ---- | ---- | ---- | ---- | ---- | ----- | ---- | ---- |
| Средний суточный максимум, °C | 24,8 | 26,8 | 29,0 | 29,5 | 30,7 | 31,3 | 29,7 | 29,7 | 30,8 | 28,5 | 26,4  | 24,4 | 28,4 |
| Средняя температура, °C       | 18,3 | 19,9 | 22,1 | 23,2 | 24,3 | 24,9 | 23,8 | 23,8 | 24,3 | 21,9 | 19,8  | 18,3 | 22,0 |
| Средний суточный минимум, °C  | 11,7 | 13,0 | 15,2 | 16,9 | 18,0 | 18,4 | 17,9 | 17,9 | 17,8 | 15,3 | 13,3  | 12,2 | 15,6 |
| Норма осадков, мм             | 2    | 7    | 29   | 66   | 60   | 34   | 52   | 67   | 63   | 21   | 6     | 2    | 409  |
| Источник:                     |      |      |      |      |      |      |      |      |      |      |       |      |      |

## История

### Доисторические времена

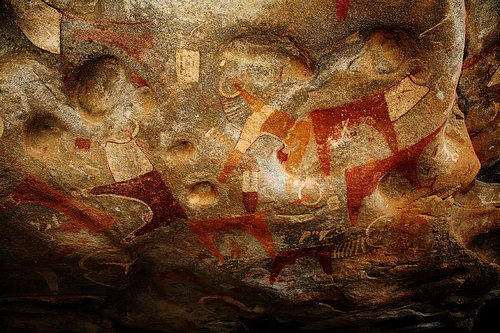
Наскальные рисунки в пещерном комплексе Лаас-Гааль на окраине Харгейсы

В пещерном комплексе Лаас-Гааль на окраине Харгейсы были обнаружены многочисленные образцы наскальной росписи. В ноябре и декабре 2002 года группа французских археологов провела в этом районе исследование, целью которого было обнаружение укрытий и пещер, содержащих культурные слои, позволяющие исследовать период появления в этой части Сомалиленда производящей экономики (приблизительно между пятым и вторым тысячелетием до нашей эры). В ходе исследования французская группа обнаружила наскальное творчество комплекса Лаас-Гааль, расположенное на площади десяти каменных ниш (пещер). На хорошо сохранившихся рисунках изображены человеческие фигуры с поднятыми руками, повёрнутые лицом к длиннорогим копытным животным, не имеющим горба.
Местные жители знали о существовании наскальных рисунков за столетия до прибытия археологической экспедиции, но сведения об этом не получили международной известности. В ноябре 2003 в пещеру Лаас-Гааль вновь была отправлена международная экспедиция, участники которой провели детальное изучение рисунков.
В Сомалиленде известно большое количество археологических памятников с наскальными рисунками или древними зданиями, например Дамбалин. Однако многие из этих мест ещё ожидают тщательного изучения, которое позволит пролить свет на историю страны и сохранить эти памятники для будущих поколений.

### Большая община и шейх Мадар
В соответствии с поэтическими устными источниками (габай), Харгейса была основана кланом Эйдагале как стоянка для набора воды и торговли на пути для кочевников и караванов. Среди ранних жителей Харгейсы указываются также члены малых кланов Арап и Хабр-юнис. Харгейса стала расти с прибытием шейха Мадара Ширва, считающегося основателем религиозной общины Харгейса и современной версии этого поселения. Мадар Ширва родился в Бербера и принадлежал к ветви Нух-Исмаил клана Саад-Муса-Хабр-Аваль. Мадар приехал в Харар для изучения ислама в улеме города, состоявшем из учёных сомали и харари. Шейх Халил, один из улемов Харара, порекомендовал Мадару создать на месте современной Харгейсы тарикскую общину Кадирия для распространения полученного от него учения. Это подтолкнуло Мадара и его последователей к созданию «Большой общины малого Харара» («Джамаа уэйн Харгейса») примерно в 1860 году. Кочевой образ жизни сомалийских пастухов, кочевавших вслед за дождями в поисках новых пастбищ, менялся на более оседлый по мере создания Мадаром больших плантаций сорго. Кроме того, шейх Мадар создал объединявшую жителей исламскую религиозную общину как противовес вносившему раздробленность племенному делению. Строительство каменных зданий и другие инфраструктурные проекты позволили увеличить поселение и в то же время уменьшить его зависимость от караванной торговли, бывшей определяющим фактором его существования в предшествующие десятилетия.

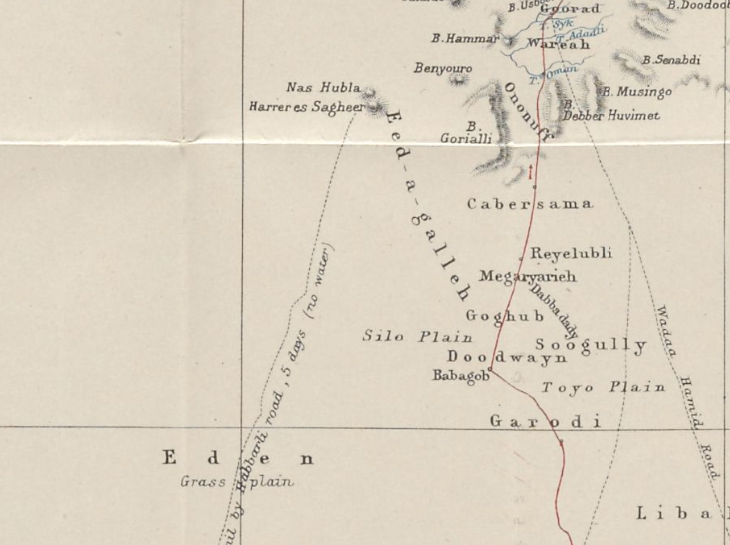
Увеличенный фрагмент карты Королевского географического общества 1885 года. На карте подписаны Харгейса (Harrer-es-Sagheer) и клан Эйдегейл (Eed-a-galleh) в городе и его окрестностях. На карте также можно увидеть холмы Нааса Хаблад (Nas Hubla).

Харольд Суэйн, британский военный и исследователь, путешествовавший по Сомалийскому полуострову в 1880-1890 годах, так писал о Харгейсе в своём дневнике:

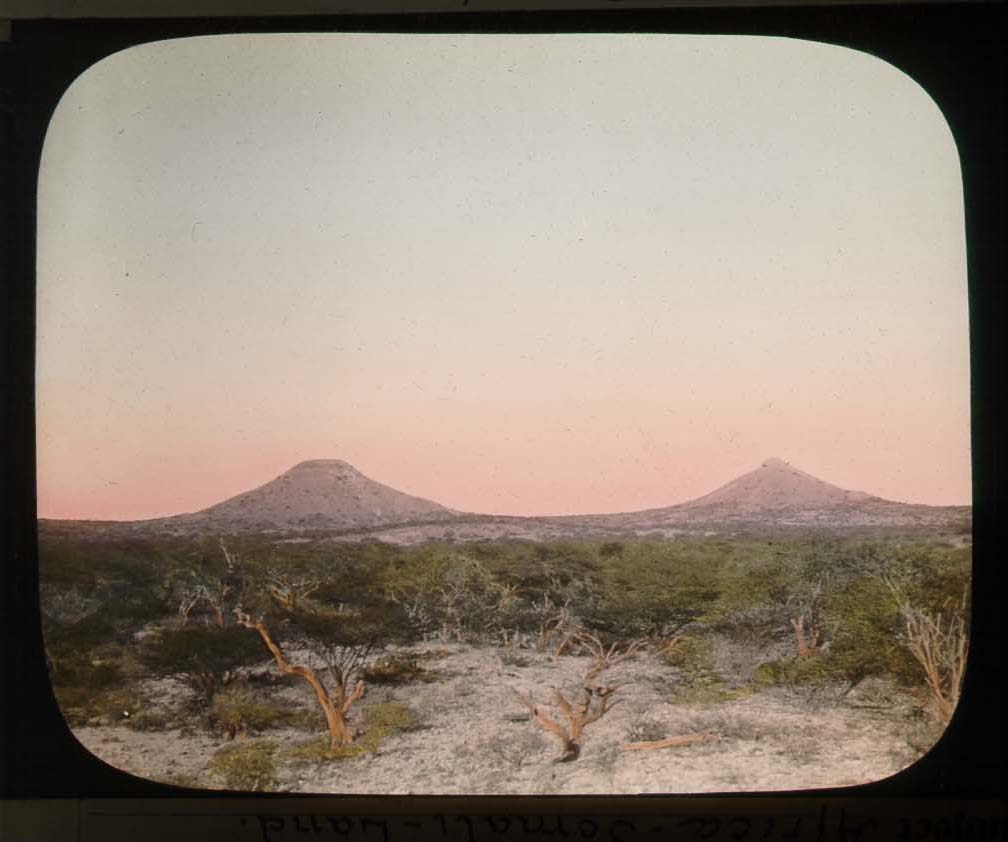
Холмы Нааса Хаблад, 1896 год

Этот город находится в пятистах ярдах от правого берега нала (река или ручей посреди пустыни) Алеядера, на высоте около 10 метров относительно её русла. Это место находится в центре участка длиной в две с половиной мили и шириной в четверть мили, где выращивают джовари (сорго). Большое количество разнообразного скота пасётся на пологих холмах в полумиле от нала Алеядера по обеим её берегам. Харгейса находится на пересечении двух важных караванных путей, один из Огадена, другой - из Харара. Также отсюда ведут верблюжьи тропы в Бербера и Булхар. В торговый сезон здесь можно запастись рисом, табаком и финиками. Около четырёх сотен жителей заняты защитой полей джовари: они проводят день, сидя на возвышении и отпугивая от посевов птиц криками и камнями. Русло реки снабжает поселение водой, здесь воздвигнуто большое количество каменных построек, которые поддерживает в хорошем состоянии араб из Адена. В городе много слепцов и хромых, находящихся под опекой шейха Маттара и его мулл.

### Британское Сомали
В 1888 году, подписав соглашения с сомалийскими султанами и племенными вождями, Британская империя создала в этом регионе протекторат Британское Сомали со столицей в Бербера. Британский войска региона базировались в Адене на территории нынешнего Йемена. Управление до 1898 года велось из Британской Индии. Впоследствии до 1905 года управление велось министерством иностранных дел королевства, а с 1905 года - министерством по делам колоний.

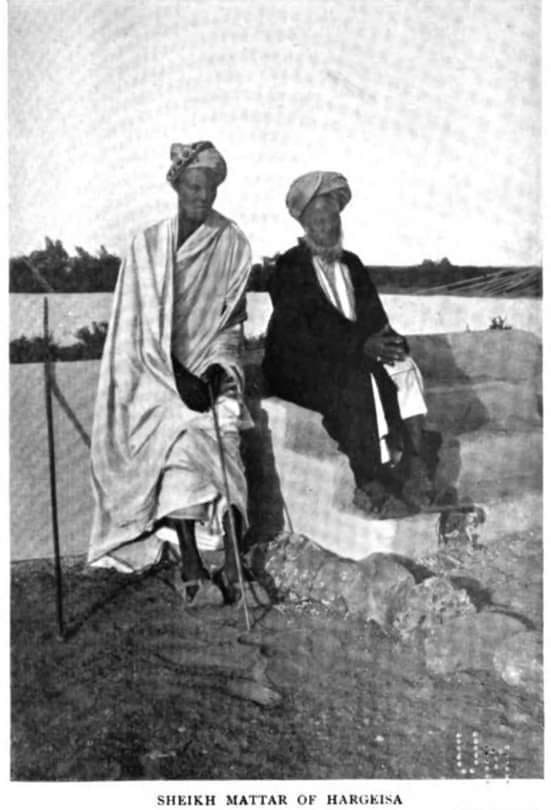
Шейх Мадар (справа) с сыном, 1912 год.

В 1941 году столица протектората была перемещена из Берберы в Харгейсу. В ходе Восточноафриканской кампании в августе 1940 года Британское Сомали было оккупировано Италией, но позже освобождено Британией в марте 1941. В 1945 году британская администрация приняла решение арестовать нескольких вадаадов (религиозные авторитеты, имевшие влияние также и на повседневную жизнь) Харгейсы. В них видели препятствие внедрению в Сомали современной системы образования и реформам сельского хозяйства, и в целом уровень их влияния в обществе казался угрозой колониальной власти. Их арест 4 июня вызвал беспорядки, в ходе которых толпа местных жителей освободила арестованных, которые, однако, были вновь взяты под стражу на следующий день. После этого религиозные лидеры организовали поход нескольких тысяч местных жителей на штаб-квартиру управляющего с намерением вновь освободить арестованных вадаадов. В ответ вооружённая охрана управляющего открыла по ним огонь. В результате погиб один и были заключены в тюрьму десятки участников восстания.
Протекторат получил независимость 26 июня 1960 года как Сомалиленд для того, чтобы вместе с Подопечной территорией Сомали спустя несколько дней образовать единое независимое государство Сомали.

### Сомали, 1960 - 1991 годы
В постколониальном Сомали Харгейса стала столицей провинции Вокуйи-Галбид. Правительство Сомали выступило организатором многочисленных проектов, направленных на развитие города. Среди них можно отметить Городской музей Харгейсы - первый музей, созданный в Сомали с момента обретения независимости. Аэропорт Харгейсы был перестроен и переоборудован, благордаря чему появилась возможность принимать самолёты большего размера и предлагать большее количество рейсов.

#### Гражданская война 1988 года
В 1988 году северное Сомали стало ареной боевых действий между Сомалийским национальным движением (СНД) и правительственными войсками, подчиняющимися президенту Сиаду Барре. В мае 1988 года Харгейса перешла под контроль СНД. В ответ на это правительственные силы подвергли город массированному артиллерийскому обстрелу и авиационным бомбардировкам. В результате ожесточённых боёв город был разрушен более чем на 70 %. Столкнувшись с падением популярности, а также вооружённым и организованным внутренним сопротивлением, Сиад Барре развязал террор против кланов маджиртин, хавийя и исааг. В результате ещё более 300 тысяч членов клана исааг из числа жителей города были вынуждены бежать в Эфиопию.

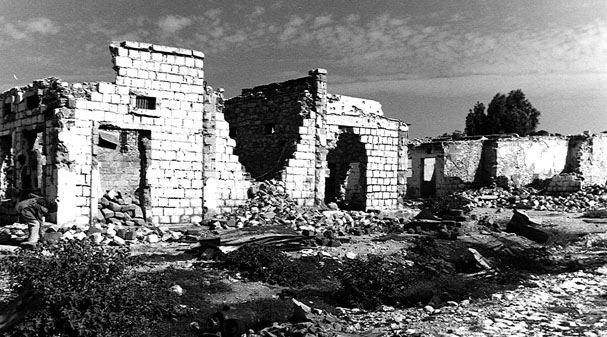
Разрушенные здания в Харгейса, 1991 год

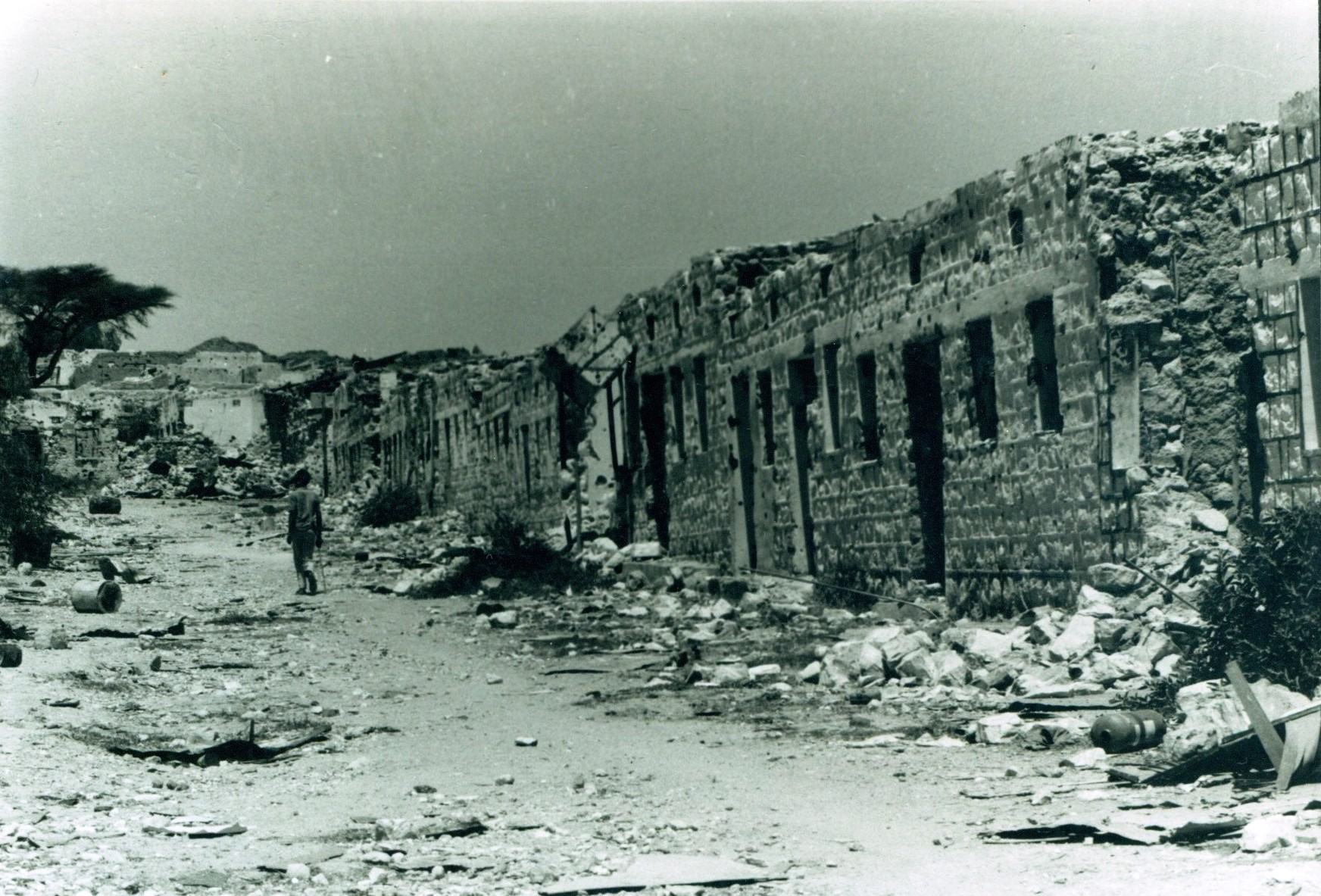
Улицы Харгейсы, разрушенной бомбардировками

### Независимый Сомалиленд, восстановление
В мае 1991 года, после объявления в одностороннем порядке независимости Сомалиленда (не признанного в тот момент и в дальнейшем правительством Сомали и международным сообществом, но де-факто существующего как независимое государство), начался процесс постепенного восстановления Харгейсы и других городов северного Сомали.
Восстановление и обновление города финансировалось по большей части местными предпринимателями, при поддержке мигрантов, покинувших регион, но поддерживавших оставшихся в городе и стране родственников через работающих в Сомали операторов денежных переводов. Большинство зданий, разрушенных в ходе войны, восстановлены или перестроены, дополнительно построено большое количество новых зданий. Одноэтажные постройки в центре города постепенно уступают место многоэтажным домам.

## Инфраструктура и транспорт
В городе есть международный аэропорт «Эгаль» (англ. Egal International Airport), построен в 1958 году, при режиме Британского Сомали. Модернизирован в 1991 году.
Городской транспорт представлен рейсовыми автобусами и такси.
В городе имеется несколько высших учебных заведений, включая Харгейский университет.

## Достопримечательности

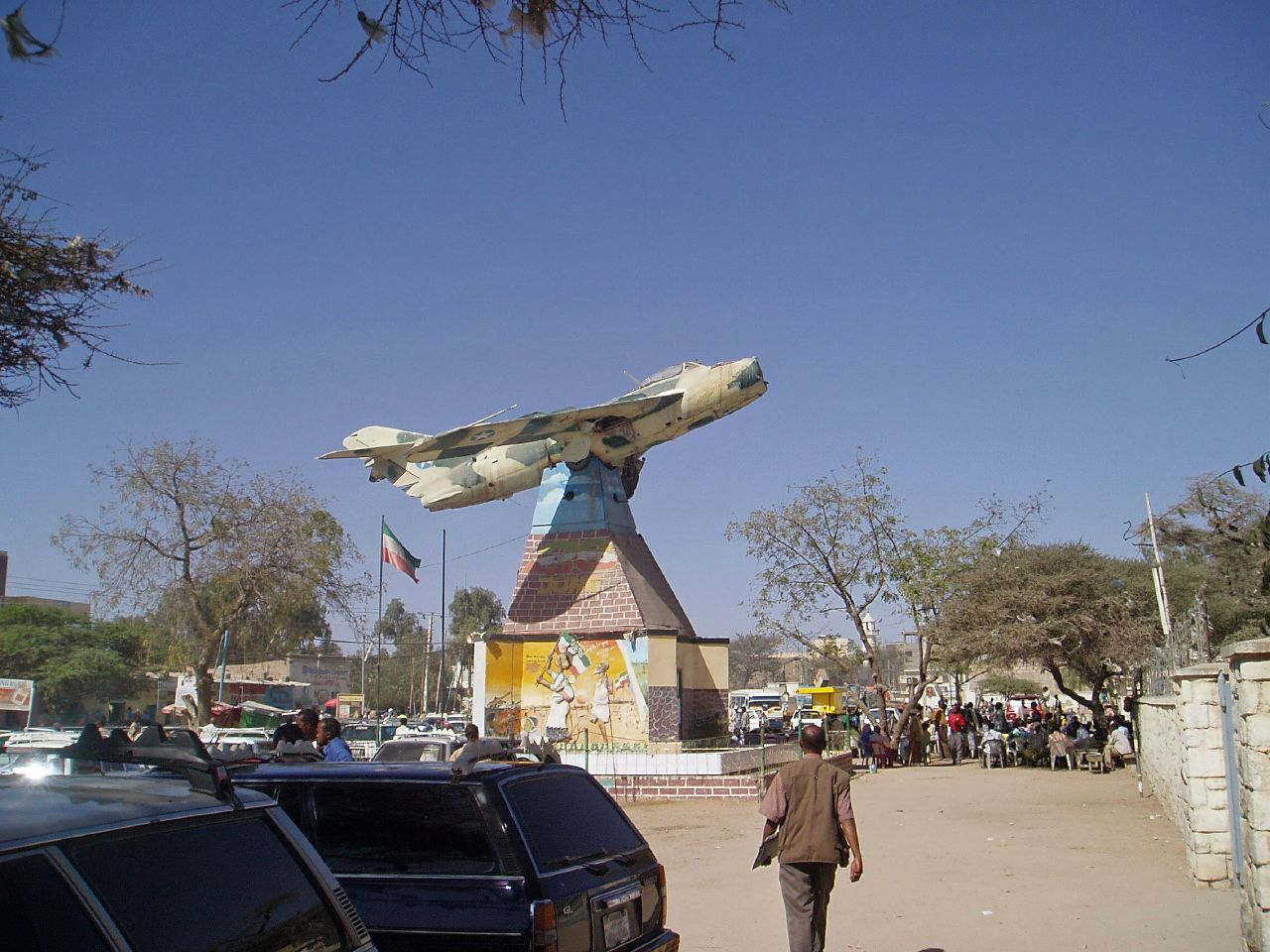
Памятник эпохи Гражданской войны в Сомали

В городе имеется памятник в виде истребителя «МиГ». В конце 1980-х годов, когда центральное правительство Сомали потеряло контроль над провинцией, город подвергался бомбардировкам с воздуха.
Город окружён саваннами, где можно встретить разнообразных диких животных, включая львов, леопардов, сомалийских диких ослов и т. п.

## Города-побратимы
- Омдурман (Судан)